# Provincia di Moxos
Moxos è una provincia boliviana nel dipartimento di Beni, composta dal solo comune capoluogo San Ignacio de Moxos.

## Geografia
Il territorio è quasi completamente pianeggiante ed occupato da una vasta savana tropicale. Nel settore meridionale la savana scompare per far posto alla foresta.

## Società

### Evoluzione demografica
La popolazione è composta principalmente da indigeni mojeños, di lingua arawak, e da popolazioni meticcie.